# The Plastic Age
The Plastic Age is een stomme film uit 1925 onder regie van Wesley Ruggles. De film is gebaseerd op een boek van Percy Marks.

## Verhaal
Hugh Carver is een student die ook succesvol is in de sport. Hij wordt verliefd op Cynthia. Ze krijgen een relatie, maar vanwege Cynthia's wilde levensstijl verwaarloost Hugh zijn studie. Als Cynthia door krijgt dat ze niet veel gemeen heeft met Hugh, maakt ze het uit. Hij kan haar echter maar niet vergeten.

## Rolverdeling
| Acteur            | Personage       |
| ----------------- | --------------- |
| Donald Keith      | Hugh Carver     |
| Clara Bow         | Cynthia Day     |
| Henry B. Walthall | Henry Carver    |
| Mary Alden        | Mevrouw Carver  |
| Gilbert Roland    | Carl Peters     |
| David Butler      | Coach Henley    |
| Bill Elliott      | Danser          |
| Clark Gable       | Atleet          |
| Janet Gaynor      | Extra           |
| Carole Lombard    | Extra           |
| Gwen Lee          | Carl's vriendin |

## DVD
De film is verkrijgbaar op een dubbel-dvd. Ook The Show Off staat hierop.